# Wang Zhengjun
Carica Wang Zhengjun (tradicionalni kineski: 王政君), (71. pr. Kr. - 13.), čija je službena carska titula bila carica Xiaoyuan (孝元皇后), kasnije poznatija kao velika carica majka Wang, rodom iz Yuanchenga (suvremeni Handan, Hebei), bila je carica Kine u doba dinastije Han, poznata po tome što je igrala važnu ulogu za vrijeme vladavine njenih pet careva - svog muža, svog sina, dvojice usvojenih unuka i usvojenog pra-pra-nećaka, te što je, prema kineskoj tradiciji, protiv svoje volje omogućila uzurpaciju prijestolja od strane svog nećaka Wanga Manga. Bila je kći žene zvane Li Qin i Wanga Jina, markiza Yangpinga.
Muž ove carice bio je car Yuan od Hana. Vjenčali su se 48. pr. Kr. Bili su roditelji cara Chenga od Hana.